# Comité Nacional Olímpico y Deportivo Senegalés
El Comité Nacional Olímpico y Deportivo Senegalés es el Comité Nacional Olímpico de Senegal, fundado en 1961 y reconocido por el COI desde 1963.